# Uchi-deshi
Uchi-deshi (Kanji 内|弟|子 / Hiragana うちでし) es la transliteración de una palabra compuesta japonesa, cuyo significado más general es  "alumno interno" (que vive donde estudia).
Dentro de la cultura japonesa uchi refiere a los conceptos "adentro" (también por denotación "familiar", "casa", "confianza"); y deshi refiere a "estudiante" o "alumno" (por denotación "aprendiz", "discípulo").
En contraste, los otros estudiantes son referidos como "seito" o "soto-deshi" (literalmente "alumno externo"). Alude a un estudiante común, que va a tomar clase en horarios regulares y determinados, que hace su vida en su casa particular. 
Históricamente, deviene del sistema de enseñanza en el que un aprendiz vivía con su maestro para saber todo lo referido a su arte u oficio, y en retribución el discípulo servía a su maestro en todo lo que pudiera necesitar. En un esfuerzo económico común, no se cobraba por la convivencia, pero el discípulo aportaba lo que podía. Por lo que antiguamente sólo se refiere a aquellos alumnos que vivían con su maestro, y en nuestros días también puede signicar "alumno de tiempo completo".

## Artes marciales
Cuando un maestro permite a uno o más alumnos ser uchi deshi, estos adquieren estatus de "discípulo". El maestro deposita en su alumno una confianza especial que constituye un camino de doble vía: el primero elige dedicar un tiempo en particular para formar exclusivamente a aquellos que ha elegidos, y los segundos ponen todo su tiempo a disposición -todos los días-, ya que consideran un honor dicha elección.
Por lo general los estudiantes viven en el dojo, o alguna dependencia cercana, a veces incluso en la misma casa del sensei. Teóricamente es una manera de recibir un entrenamiento intensivo, aprender más y mejores técnicas, así como una manera de conocer de la filosofía y criterios de vida de su sensei que pueden revelar aspectos más profundos de sus enseñanzas. 
En la práctica hay distintas modalidades. Unas escuelas están más institucionalizadas y tiene un "programa" dedicado para Uchi-deshi, de modo que generalmente se tiene más contacto con instructores que con su maestro, recibiendo sólo adiestramiento técnico. En otros casos, el contacto es tan directo que se termina teniendo deberes de secretario realizando tareas administrativos o hasta haciendo los mandados y compras particualares de su maestro.
Aunque en la mayoría de los casos se inicia y se concluye la jornada con práctica, entrenamiento físico (como trotar, flexiones de brazos, ejercicios de resistencia, etc.), y el resto del tiempo lo dedica a hacer las tareas del dojo (como limpiar y ordenar). Casi no hay tiempo personal.
En la actualidad consiste -casi siempre- de programas pagos (un monto especial o se abona una cuota mensual), se admiten aspirantes periódicamente, imponen algunas condiciones (por ejemplo de edad, estado físico), y el contacto con el maestro está más medido.

### Aikido
En Aikido, por el particular estilo de transmisión de su fundador Morihei Ueshiba (también conocido como O-sensei), sus enseñanzas fueron objeto de múltiples interpretaciones. Mucho de los alumnos más tempranos de O-sensei han disentido con los rasgos adquiridos por el estilo oficial y decidieron crear sus propios estilos. 
Se considera al Aikikai la organización oficial que -siguiendo el sistema japonés Iemoto- ha sido dirigida por descendientes directos del Fundador, actualmente presidida por un nieto suyo. De modo que los otros estilos de Aikido buscan mayor legitimidad refiriendo que el fundador de dicho estilo ha sido uchi-deshi de O-sensei.